# Siegmund Wilhelm Spitzner
Siegmund Wilhelm Spitzner (* 14. März 1764 in Oberalbertsdorf; † 14. November 1825 in Potsdam) war ein deutscher evangelischer Theologe und Jurist. Von 1809 bis zu seinem Tode bekleidete er das Amt eines Bürgermeisters der kreisfreien Stadt Potsdam.

## Leben und Beruf
Geboren als ältester Sohn des evangelisch-lutherischen Pfarrers Johann Andreas Spitzner (* 19. August 1726 in Oberalbertsdorf; † 1791 in Oberalbertsdorf) und seiner ersten Frau Sophie Eleonore geb. Martius (* 7. Dezember 1743 in Planitz; † 11. Dezember 1765 in Oberalbertsdorf), studierte Siegmund Wilhelm Spitzner ab dem 21. Mai 1783 zunächst Theologie an der Universität Leipzig und danach an der Universität Wittenberg. Das Theologiestudium entsprach einer Familientradition. Nach zweijähriger Tätigkeit als Prediger in Sachsen wurde er in Berlin Hauslehrer der Kinder des Kammergerichtspräsidenten Johann Daniel Woldermann. Von 1792 bis 1794 folgte ein ergänzendes Studium der Rechtswissenschaften an der Universität Halle.
Im Jahre 1795 trat Spitzner als Kammergerichtsreferendar in Berlin in den preußischen Staatsdienst ein. 1797 wurde er in Potsdam Assessor bei der Polizeidirektion sowie Mitglied des Magistrats. Außer dem "Policey-Directorium" gehörte er auch dem "Armen-Directorium" sowie der "Schul-Commission" an. Als Verwaltungsjurist und ab 1809 als Bürgermeister unter den Oberbürgermeistern Jakob Brunner und Wilhelm Sankt Paul ließ sich Spitzner, der als "heiterer Gesellschafter" galt, insbesondere das "mühevolle Geschäft der Einquartierungsangelegenheit" und "zur größten Erleichterung der Hauseigenthümer" die "Serviseinrichtungen" der Stadt angelegen sein. Im Jahr 1821 erfolgte seine Wiederwahl in das Amt des Bürgermeisters. Als langjähriger Beamter, der Anerkennung in der Bevölkerung genoss, wurde Siegmund Wilhelm Spitzner mit dem preußischen  Allgemeinen Ehrenzeichen 1. Klasse dekoriert. Er verstarb im Dienst.

## Ehe und Nachkommen
Am 5. August 1797 heiratete Spitzner in der Heilig-Geist-Kirche Johanne Constantine Julie Villaume, jüngste Tochter des königlichen Brauverwalters Villaume. Aus dieser Ehe gingen zwei Töchter hervor: Caroline Emilie Friederike Spitzner (* 10. April 1800 in Potsdam), die schon im Alter von sechs Monaten an einem Lungenödem verstarb, und Julie Wilhelmine Spitzner (* 30. Juli 1802 in Potsdam, ~ 6. September 1802 in der Heilig-Geist-Kirche in Potsdam; † 9. Dezember 1872 in Potsdam). Sie heiratete den Geheimen Regierungsrat Gustav Runge (* 21. Dezember 1789 in Bodenburg; † 17. Juni 1885 in Potsdam). Als Nachfahren aus dieser Ehe sind vier zwischen 1830 und 1841 in Bromberg geborene Töchter bekannt.